# Iwanna Jastremska
Iwanna Jastremska (* 5. Januar 2007) ist eine ukrainische Tennisspielerin. Ihre ältere Schwester Dajana spielt ebenfalls Tennis.

## Karriere
Iwanna Jastremska spielt seit 2021 Turniere der ITF-Juniorinnentour.
Ende Februar 2022 floh sie zusammen mit ihrer Schwester aus Odessa vor dem Krieg in der Ukraine nach Frankreich, wo Dajana eine Wildcard für das WTA-Turnier in Lyon erhielt. Von der Turnierorganisation in Lyon erhielten die Geschwister auch eine Wildcard für das Doppel, was für Iwanna die erste Teilnahme bei einem Profiturnier bedeutet.